# Katrine Lunde
Katrine Lunde (født 30. marts 1980 i Kristiansand) er en norsk håndboldspiller, som er målvogter for Odense Håndbold og Norges håndboldlandshold. Hun har tidligere spillet for Hånes IF (N), KIF (N), Våg Vipers (N),Aalborg DH, Viborg HK (2007-2010), Győr og Rostov-Don & Vipers Kristiansand. På det norske landshold har hun spillet 363 kampe og scoret 3 mål (pr. 10. august 2024) og var bl.a. med til at vinde guld ved EM i Ungarn i 2004 og ved EM i Sverige 2006 samt tre gange ved OL.
Katrine Lunde var med til OL 2008 i Beijing, hvor Norge vandt samtlige kampe i indledende pulje, og videre i turneringen var det kun Sydkorea, der gav holdet problemer i semifinalen, men med et sejrsmål scoret i sidste sekund til 29-28 sikrede dog finaledeltagelsen. I finalen var Norge ganske overlegne og vandt sikkert 24-17 over Rusland og sikrede sig dermed Norges første OL-guld i kvindehåndbold.
Ved OL 2012 i London var hun igen med på det norske landshold. Her blev det kun til en fjerdeplads i indledende pulje, men dette var netop nok til at gå til knockout-runden. Efter sejre over Brasilien og Sydkorea var Norge igen i finalen, og her vandt holdet sin anden guldmedalje efter 26-23 over Montenegro.
Hun var desuden med til OL 2016 i Rio de Janeiro, hvor Norge efter en andenplads i sin indledende pulje i semifinalen tabte til Rusland med 37-38 efter forlænget spilletid. I kampen om bronze vandt nordmændene klart over Holland og sikrede sig dermed bronze.
Hun skulle egentlig ikke have været til EM-slutrunden 2020 i Danmark, da hun var gravid. Imidlertid mistede hun sit ufødte barn, og da Silje Solberg blev testet positiv for COVID-19 og ikke kunne være med til slutrunden, kom Lunde alligevel til slutrunden og var dermed med til at vinde endnu et EM-guld til Norge.
Hendes tvillingesøster Kristine Lunde er også håndboldspiller, og de har en storesøster ved navn Gudrun. Katrine Lunde var tidligere gift med fodboldspilleren Tom Reidar Haraldsen, som spillede på det daværende SAS-liga hold i Viborg FF.

## Meritter
- 1999 U-VM i Kina – 7. plads.
- 2002 EM-sølv
- 02/03 Bronze i Gildeserien med Våg Vipers
- 2003 VM i Kroatien – 6. plads.
- 2004 EM-Guld
- 04/05 DM-sølv i Toms-ligaen
- 04/05 Kåret til årets Aalborg DH spiller
- 05/06 Kåret til årets norske spiller + keeper i sæsonen
- 05/06 DM-bronze i Tomsligaen
- 05/06 Kåret til årets Aalborg DH spiller
- 05/06 Semifinalen i Champions League
- 2006 EM-Guld
- 06/07 Kåret til årets Aalborg DH spiller
- 06/07 Kåret til årets sportsnavn i Nordjylland
- 06/07 Bronze i Tomsligaen
- 2007 VM-Sølv
- 2007 Pokalvinder
- 07/08 DM-guld
- 2008 OL-guld i Beijing, OL`s bedste målmand
- 2008 EM-Guld i Makedonien, EM`s bedste målmand
- 2008 Pokal guld
- 08/09 Champions League guld, DM guld
- 2009 VM-Bronze
- 09/10 Champions League guld, DM guld

## Hæder
- 'European Olympic Excellence Award' tildelt af EHF (2024).[6]